# Pierre Appell
Pour les articles homonymes, voir Appell.
Pierre Appell, né le 3 juillet 1887 à Saint-Germain-en-Laye (Seine-et-Oise) et mort le 19 décembre 1957 à Châtillon (Seine), est un officier de marine, industriel et homme politique français. 
Il est notamment directeur de cabinet du président du Conseil, député de la Manche, sous-secrétaire d'État aux travaux publics et au tourisme.

## Biographie
Né le 3 juillet 1887 à Saint-Germain-en-Laye, Pierre Hubert Alexandre Henri Appell est le fils du mathématicien Paul Appell (1855-1930), doyen de la Faculté des sciences de Paris, membre de l'Académie des sciences, et d'Amélie Bertrand, fille de l'archéologue Alexandre Bertrand (1820-1902). 

### Officier de marine
Pierre Appell est d'abord officier de marine. Ayant intégré l'École navale en 1905, il en sort aspirant de 2e classe en 1907. 
Pendant la guerre de 1914-1918, il est enseigne de vaisseau, puis lieutenant de vaisseau à partir de juillet 1917 ; sa conduite pendant la guerre suscite l'admiration et lui vaut des « notes exceptionnellement flatteuses ». Il commande en second le sous-marin Monge. 
Après la guerre, il quitte la Marine en 1919, obtenant sa mise en congé hors cadres en 1920. Passé dans la réserve, il parvient au grade de capitaine de corvette en 1931. Comme parlementaire, il continue à s'intéresser de près aux affaires maritimes et préside la commission de la marine militaire. Il est nommé capitaine de frégate de réserve en février 1945.

### Industriel, député, membre du gouvernement
Après avoir quitté le service actif de la Marine en 1919, Pierre Appell rejoint l'industrie, est secrétaire général de l'Office central de chauffe et publie deux livres sur le sujet du chauffage.
Ami de Paul Painlevé, il devient secrétaire général de l'Assemblée nationale puis directeur de cabinet du président du Conseil Paul Painlevé.
Pierre Appell est député de la Manche de 1928 à 1936. Républicain-socialiste, il est élu la première fois en avril 1928, au 2d tour de scrutin, dans la circonscription de Cherbourg, puis réélu au 1er tour en 1932. Sa contribution aux travaux parlementaires porte surtout sur la Marine. Membre de trois commissions parlementaires, il est rapporteur de plusieurs projets de loi et intervient dans les débats sur les sujets maritimes. Il devient en 1931 président de la commission de la marine militaire à l'Assemblée.
Il est sous-secrétaire d'État auprès du ministre des Travaux publics en 1933, dans le 1er cabinet Daladier (31 janvier - 26 octobre 1933), chargé du Tourisme. Il doit défendre devant la Chambre le budget alloué à son département, face aux priorités accordées à la reconstruction. Il démissionne en octobre 1933, en même temps que le reste du gouvernement.
Ayant repris place à l'Assemblée nationale, Appell est rapporteur de la commission de la Marine militaire et participe à trois autres commissions, dont la commission des Finances. Il intervient dans les discussions budgétaires, ainsi qu'à propos de la Marine et de la politique étrangère. Il est battu par Léon Vaur aux élections de 1936, et de nouveau battu après la Seconde Guerre mondiale, aux deux élections à l'Assemblée nationale constituante de 1946, avec le Mouvement républicain populaire puis le Rassemblement des gauches républicaines. 
Pierre Appell abandonne alors la vie politique et reprend sa carrière dans l'industrie. Il est administrateur et président de sociétés, notamment président d'une société de peintures, Astral-Celluco en Alsace.

### Décès, postérité
Il meurt à Châtillon le 19 décembre 1957 et est inhumé au cimetière parisien de Bagneux (67e division).
- Il avait épousé Jeanne Dainville[3], nièce de Paul Painlevé. Ils ont quatre enfants[4],[10] :
  - Paul Maurice Appell (1913-1998), président de sociétés, membre du bureau du CNPF ;
  - Jean-Robert Appell (1914-1945), résistant, déporté, mort pour la France[11] ;
  - Claude Appell (1921-1976), écrivain pour la jeunesse, directeur de collections ;
  - Geneviève Appell (1924-), psychologue.

Il s'est remarié ensuite avec Yvonne Salmon.

## Distinctions
- Ordre national de la Légion d'honneur[3].
  -  chevalier, mai 1918
  -  officier, mai 1925 (reçu par son père)
  -  Commandeur de la Légion d'honneur, avril 1946
- : Croix de guerre 1914-1918.

## Œuvres
- Les économies de combustibles. Conduite rationnelle des foyers, Paris, Gauthier-Villars, 1923, 342 p.
- Les économies de combustibles. Combustibles inférieurs et de remplacement, Paris, Gauthier-Villars, 1926, 203 p.
- La naissance d'un grand port moderne, 1929, 12 p.
- Le capitaine de vaisseau de La Bretonnière, inventeur du port de Cherbourg, Cherbourg, E. Morel, 1930.
- Précis de mécanique rationnelle, Paris, Gauthier-Villars, 1934, 5e éd.
- La Soirée du 6 février 1934 à la Concorde, in Rapport fait au nom de la Commission d'enquête chargée de rechercher les causes et les origines des évènements du 6 février 1934…, Paris, Impr. de la Chambre des députés, 1934.
- Le Klingenthal et sa manufacture d'armes blanches, histoire d'un village alsacien, Colmar, Éditions de l'Académie d'Alsace, 1957, 44 p.